# Sedum nanifolium
Sedum nanifolium là một loài thực vật có hoa trong họ Crassulaceae. Loài này được Fröd. miêu tả khoa học đầu tiên năm 1936.